# 松潟 (新潟市)
松潟（まつがた）は、新潟県新潟市北区の町字。郵便番号は950-3132。

## 概要
1954年（昭和29年）から現在の大字。新井郷川・新井郷川分水路右岸に位置する。
もとは江戸時代から1889年（明治22年）まであった新崎新田の区域の一部で、地名の由来はかつてあった潟名にちなむ。

### 隣接する町字
北から東回り順に、以下の町字と隣接する。
- 下早通
- 早通
- 仏伝
- 新崎

※新発田川を挟んで木崎と隣接。新井郷川・新井郷川分水路を挟んで新井郷、高森新田、すみれ野と隣接。

## 歴史
開発年代は不明。元文年間頃は松潟と称していた。1754年（宝暦4年）に幕府領となる。

### 年表
- 1889年（明治22年）4月1日 : 合併により濁川村の大字新崎新田となる。
- 1954年（昭和29年）11月1日 : 合併により新潟市の大字となり、松潟に改称。
- 2007年（平成19年）4月1日 : 新潟市の政令指定都市移行により、北区の大字となる。

## 世帯数と人口
2018年（平成30年）1月31日現在の世帯数と人口は以下の通りである。
| 大字 | 世帯数  | 人口  |
| ---- | ------- | ----- |
| 松潟 | 113世帯 | 218人 |

## 小・中学校の学区
市立小・中学校に通う場合、学区は以下の通りとなる。
| 番地 | 小学校             | 中学校             |
| ---- | ------------------ | ------------------ |
| 全域 | 新潟市立濁川小学校 | 新潟市立濁川中学校 |

## 交通

### 道路
- 新潟県道27号新潟安田線